# After Forever
After Forever byla nizozemská symphonicmetalová hudební skupina založená v roce 1995 v limburském Reuveru. Kapela se pojmenovala po písni „After Forever“ anglické skupiny Black Sabbath. Za svou kariéru vydala 5 studiových alb. Na debutovém albu Prison of Desire z roku 2000 spolupracovala i Sharon den Adel z Within Temptation.
Mark Jansen, kytarista a hlavní skladatel, byl v roce 2002 vyhozen kvůli tvůrčím neshodám a založil kapelu Epica (tehdy pod názvem Sahara Dust). V After Forever ho nahradil Bas Maas.
V únoru 2009 se kapela rozpadla. Zpěvačka Floor Jansen poté koncem roku založila kapelu ReVamp a v roce 2013 se připojila k finským Nightwish, kde nahradila zpěvačku Anette Olzon.

## Sestava
Poslední sestava
- Floor Jansen – zpěv (1997–2009)
- Sander Gommans – kytara, zpěv (1995–2009)
- Bas Maas – kytara, zpěv (2002–2009)
- Luuk van Gerven – basová kytara (1996–2009)
- André Borgman – bicí (2000–2009)
- Joost van den Broek – klávesy (2004–2009)

Bývalí členové
- Mark Jansen – kytara, zpěv (1995–2002)
- Joep Beckers – bicí (1995–2000)
- Jack Driessen – klávesy (1995–2000)
- Lando van Gils – klávesy (2000–2004)

## Diskografie
Studiová alba
- Prison of Desire (2000)
- Decipher (2001)
- Invisible Circles (2004)
- Remagine (2005)
- After Forever (2007)

Kompilační alba
- Mea Culpa (2006)

EP
- Exordium (2003)

Dema
- Ephemeral (1999)
- Wings of Illusion (1999)

Singly
- „Follow in the Cry“ (2000)
- „Emphasis/Who Wants to Live Forever“ (2002)
- „Monolith of Doubt“ (2002)
- „My Choice/The Evil That Men Do“ (2003)
- „Digital Deceit“ (2004)
- „Being Everyone“ (2005)
- „Two Sides/Boundaries Are Open“ (2006)
- „Energize Me“ (2007)
- „Equally Destructive“ (2007)